# Windows Server 2008
Microsoft Windows Server 2008, іноді скорочено «Win2k8» або «W2K8» (кодове ім'я «Longhorn Server») — серверна операційна система від Microsoft. Стала доступною для виробників апаратного забезпечення 4 лютого 2008 року та загальнодоступною 27 лютого 2008 року, є наступником Windows Server 2003, випущеної майже п'ять років тому. Другий реліз, названий Windows Server 2008 R2, став доступним для виробників на 22 липня 2009 року і був офіційно випущений 22 жовтня 2009 року. Як і Windows Vista та Windows 7, Windows Server 2008 заснований на Windows NT 6.x. Ця версія замінила Windows Server 2003 як представник операційних систем покоління Vista (NT 6.x).

## Історія
На ранніх стадіях розробки система називалася як Windows Codename «Longhorn Server». Голова Microsoft Білл Гейтс оголосив про офіційну назву (Windows Server 2008) у своєму виступі на конференції WinHEC 16 травня 2007. Beta 1 було випущено 27 липня 2005 року, Beta 2 було анонсовано та випущено 23 травня 2006 року на WinHEC 2006, Beta 3 було випущено 25 квітня 2007. Release Candidate 0 було випущено 24 вересня 2007, Release Candidate 1 було випущено 5 грудня 2007 року. Windows Server 2008 стала доступною для виробників апаратного забезпечення 4 лютого 2008 року та загальнодоступною 27 лютого 2008.

## Вилучені функції
- Видалено підтримку протоколу OSPF.
- Видалено застарілі служби для комп'ютерів Macintosh, в тому числі файловий сервер та сервер друку, які використовували протокол AppleTalk.
- NTBackup було замінено на Windows Server Backup, який не підтримував архівування на стримери. У зв'язку з видаленням NTBackup, було втрачено можливість створення знімків окремих частин файлової системи. Це було частково виправлено за допомогою Exchange Server 2007 SP2.
- Internet Information Services 7.0 більше не підтримує протокол електронної пошти POP3. SMTP став недоступним в IIS 7.0, але залишився доступним у якості ролі сервера в IIS 6.0.
- Протокол NNTP виключено зі складу IIS 7.0.
- Видалено підтримку технології ReadyBoost.

## Особливості
Windows Server 2008 побудований на основі Windows Vista. Оскільки база коду є спільною, Windows Server 2008 отримала всі покращення, наявні у Windows Vista, такі як новий мережевий стек з підтримкою протоколу IPv6 та нових протоколів бездротових мереж, новий метод встановлення з використанням готових WIM-образів, розширені можливості розгортання і відновлення, покращення можливостей діагностики, моніторингу, реєстрації подій і звітності; нові функції безпеки, такі як BitLocker і ASLR (випадковий розподіл адресного простору); оновлений Windows Firewall з більш безпечною стандартною конфігурацією; технології .NET Framework 3.0, зокрема, Windows Communication Foundation , Microsoft Message Queuing і Windows Workflow Foundation, покрращення стабільності та швидкодії файлової системи. Процесори і пам'ять представлені як PnP-пристрої, що дозволяє виконувати реконфігурацію сервера без його зупинки.

### Server Core
Server Core — це мінімальна установка Windows Server 2008, в якій відсутній графічний інтерфейс. Конфігурація відбувається або за допомогою командного рядка, або за допомогою Microsoft Management Console (MMC).
Server Core не має в своєму складі сторонніх компонентів, таких як.NET Framework, Internet Explorer, Windows PowerShell та інші. Server Core може бути налаштовано на декілька основних ролей: контролер домену Active Directory, сервер Active Directory Lightweight Directory Services, DNS-сервер , DHCP-сервер, файловий сервер SMB, сервер друку, Windows Media Server, вебсервер IIS 7.0 та сервер віртуальних машин Hyper-V. Server Core може також бути використаний для створення відмовостійких кластерів або зрівноваження мережного навантаження.
Андре Масон, програмний менеджер команди Windows Server, зазначив, що основною ціллю Server Core є зменшення поверхні атаки операційної системи, і що було закрито близько 70% вразливостей Microsoft Windows, знайдених за останні п'ять років.

### Ролі Active Directory
За допомогою Active Directory організація може керувати вузлами корпоративної мережі. Служби Active Directory інтегровано в стандартну установку Windows Server 2008 R2 та можуть використовуватися відраху після встановлення системи. Active Directory дозволяє організації централізовано конфігурувати вузли мережі, облікові записи користувачів та використовуване програмне забезпечення. 

### Windows PowerShell
Windows Server 2008 — перша операційна система Windows, випущена з Windows PowerShell: модульною оболонкою з інтерфейсом командного рядка і супутньою мовою сценаріїв, розробленою Microsoft
Основні ідеї PowerShell: командний рядок як основний інтерфейс адміністрування; концепція ObjectFlow (елементом обміну інформацією є об'єкт); переробка існуючих команд, утиліт і командної оболонки; інтеграція командного рядка, COM і .NET-об'єктів; робота з довільними джерелами даних в командному рядку за принципом файлової системи. PowerShell замінює стару концепцію іменування команд за типом виконуваних ними дій на нову, в якій команди мають вигляд «дія-об'єкт» (Verb-Noun). Дієслово описує дію (напр. get або set), а іменник — його мета (process або location). Стандартний набір дієслів перекриває більшість завдань (get, set, add, remove).

### Самовідновлювана NTFS
Якщо в попередніх версіях Windows операційна система виявляла помилки у файловій системі тому NTFS, вона відзначала весь логічний диск як «брудний»; виправлення помилок могло бути виконане лише при перезавантаженні сервера. Самовідновлювана NTFS дозволяє блокувати не весь логічний диск, а лише певні файли, а процес відновлення виконувався в фоновому режимі і лише над заблокованими файлами та папками.
Також операційна система тепер контролює інформацію S.M.A.R.T. жорстких дисків для попередження можливих збоїв жорсткого диска. Вперше ця можливість з'явилася в Windows Vista.

### Hyper-V
Microsoft Hyper-V, кодове ім'я Viridian, технологія раніше відома як Віртуалізація Windows Server (Windows Server Virtualization) — система віртуалізації на основі гіпервізора для x64-систем. Бета-версія Hyper-V була включена в x64-версії Windows Server 2008, а фінальна версія для цих версій була випущена 26 червня 2008.

### Windows System Resource Manager
Диспетчер системних ресурсів Windows (Windows System Resource Manager) це адміністративний засіб, який дозволяє керувати ресурсами сервера з метою рівномірного розподілу робочого навантаження між ролями.

## Видання
Більшість видань Windows Server 2008 доступні в (64-bit) і x86 (32-bit) версіях. Windows Server 2008 для Itanium підтримує IA-64 процесори. Версія IA-64 оптимізована під високе навантаження, наприклад в серверах баз даних і не має додаткової оптимізації для використання в ролі файлового сховища або сервера потокового медіа. Microsoft оголосила, що Windows Server 2008 це остання 32-бітова серверна операційна система Windows. Windows Server 2008 доступна в наступних редакціях :
- Windows Server 2008 Standard Edition (x86 і x64)
- Windows Server 2008 Enterprise Edition (x86 і x64)
- Windows Server 2008 Datacenter Edition (x86 і x64)
- Windows HPC Server 2008 — заміна Windows Compute Cluster Server 2003 для кластерних систем
- Windows Web Server 2008 (x86 і x64)
- Windows Storage Server 2008 (x86 and x64)
- Windows Server 2008 для систем основаних на Itanium

### Рішення на базі Windows Server 2008
- Windows Small Business Server 2008 (Codenamed «Cougar») (x64) для малого бізнесу
- Windows Essential Business Server 2008 (Codenamed «Centro») (x64) для середнього бізнесу[2]

## Інтерфейс
У порівнянні з Windows Server 2003, інтерфейс системи Windows 2008 Server значно змінений і схожий на стиль Aero, який є в Windows Vista. Крім того, Windows Server 2008 можна встановити взагалі без графічного інтерфейсу, тільки дійсно необхідні служби. У цьому випадку управління сервером здійснюється в консольному режимі

## Windows Server 2008 R2
Windows Server 2008 R2 — нова серверна операційна система компанії «Microsoft», що є вдосконаленою версією Windows Server 2008. Надійшла у продаж 22 жовтня 2009. Як і Windows 7, Windows Server 2008 R2 використовує ядро Windows NT 6.1. Нові можливості включають поліпшену віртуалізацію, нову версію Active Directory, Internet Information Services 7.5 і підтримку до 256 процесорів. Система доступна тільки в 64-розрядному варіанті.

## Системні вимоги
Системні вимоги для Windows Server 2008:
|                                 | Мінімальні Windows Server 2008 | Рекомендовані для Windows Server 2008 | Мінімальні Windows Server 2008 R2 | Рекомендовані для Windows Server 2008 R2 |                                                               |
| Процесор                        | 1 ГГц (IA-32) або 1,4 ГГц (x86-64) або Intel Itanium 2 | 2 ГГц або швидше | 1,4 ГГц (x86-64) або Intel Itanium 2 | 2 ГГц або швидше |                                                               |
| Пам'ять                         | 512 МБ оперативної пам'яті (може обмежити продуктивність і деякі функції) | Від 2 ГБ - Максимум для 32-бітних систем: 4 ГБ (Standard) або 64 ГБ (Enterprise, Datacenter) - Максимум для 64-бітних систем: 8 GB (Foundation) або 32 ГБ (Standard) або 2 ТБ (Enterprise, Datacenter та IA-64) | 512 МБ оперативної пам'яті | Максимум: 8 GB (Foundation), 32 ГБ (Standard), 2 ТБ (Enterprise, Datacenter та IA-64) |                                                               |
| Жорсткий диск вільного простору | - 10 ГБ (Foundation Edition) - 20 ГБ (32-бітні системи) - 32 ГБ (64-бітні системи) - Комп'ютери з більш ніж 16 ГБ оперативної пам'яті потребують більше дискового простору для файлів підкачки, сплячого режиму і дампу пам'яті | Від 40 ГБ | - 32 ГБ - 10 ГБ (Foundation Edition) - Комп'ютери з більш ніж 16 ГБ оперативної пам'яті потребують більше дискового простору для файлів підкачки, сплячого режиму і дампу пам'яті | - 32 ГБ або більше - 10 ГБ або більше (Foundation Edition) - Комп'ютери з більш ніж 16 ГБ оперативної пам'яті потребують більше дискового простору для файлів підкачки, сплячого режиму і дампу пам'яті |                                                               |
| Оптичний привід                 | DVD-ROM | DVD-ROM | DVD-ROM | DVD-ROM | DVD-ROM                                                       |
| Пристрої                        | Відеоадаптер, монітор Super VGA або краще, клавіатура та миша | Відеоадаптер, монітор Super VGA або краще, клавіатура та миша | Відеоадаптер, монітор Super VGA або краще, клавіатура та миша | Відеоадаптер, монітор Super VGA або краще, клавіатура та миша | Відеоадаптер, монітор Super VGA або краще, клавіатура та миша |